# Gedongsari (Banjarejo)
Gedongsari is een bestuurslaag in het regentschap Blora van de provincie Midden-Java, Indonesië. Gedongsari telt 3038 inwoners (volkstelling 2010).